# Giovanni Pionati
Giovanni Pionati (Avellino, dicembre 1918 – Avellino, agosto 2008) è stato un politico italiano.

## Biografia
Nato nel 1918 ad Avellino, svolse la professione di docente e fu anche scrittore e divulgatore. Iscritto alla Democrazia Cristiana, fu sindaco di Avellino dall'agosto 1980 al giugno 1981, guidando l'amministrazione della città durante e dopo il terremoto che la colpì. Fu nuovamente in carica nel biennio 1983-1984. Morì nell'agosto 2008.
Suo figlio, Francesco Pionati, sarà anch'egli attivo in politica ed eletto deputato e senatore.